# DCappella
DCappella es un grupo de a capela, creado por una encuesta nacional y administrado por Disney Music Group, conocido por sus reinventados clásicos del cancionero de Disney.

## Historia
DCappella fue concebido en 2012 con audiciones a partir de noviembre de 2017. Luego, en diciembre de 2017, se anunció que estaba formado por Disney Music Group a través de una búsqueda de talento nacional dirigida por Deke Sharon.
Los planes de la época eran para un grupo de siete miembros, soprano, mezzo, alto, tenor, barítono, bajo y percusionista vocal.
Disney Music lanzó el primer sencillo del grupo, "Immortals", de Big Hero 6 de Disney el 27 de abril de 2018. DCappella hizo su primera aparición en la Noche de Disney de American Idol el 29 de abril. 2018.
El grupo realizó su primera actuación el fin de semana del Día de los Caídos en 2018 como el acto de apertura de Disney's Beauty and the Beast Live in Concert en el Hollywood Bowl, junto con el primer ganador de American Idol de ABC, Maddie Poppe.

## Miembros
- Antonio Fernandez – Beatboxing, tenor.
- Joe Santoni – Sonido grave
- Morgan Keene – Soprano
- Orlando Dixon – Barítono
- RJ Woessner – Tenor, beatboxing cuando Antonio está cantando.
- Kalen Kelly – Mezzosoprano
- Kelly Denice Taylor – Alto

### Exmiembros
- Shelley Regner – Mezzosoprano
- Sojourner Brown – Alto